# Oltar Mérode
Oltar Mérode (ali triptih Oznanjenje) je triptih naslikan v tehniki olje na hrastovi tabli, hranjen v Metropolitanskem muzeju (The Cloisters), v New Yorku. Je nepodpisan in nedatiran, vendar ga pripisujejo staronizozemskemu slikarju Robertu Campinu in delavnici. Tri table predstavljajo, od leve proti desni, donatorja, ki klečita pri molitvi na vrtu, trenutek Oznanjenja Mariji, ki je postavljen v sodobnem, domačem okolju in svetega Jožefa, tesarja z orodji v delavnici na desnem krilu. Naslikani so številni elementi, ki so nosilci religiozne simbolike: med njimi lilija in posoda z vodo (ki simbolizira Marijino čistost) ter sveti Duh, ki ga predstavljajo svetlobni žarki skozi okno na levi.
Osrednja tabla je bila dokončana po letu 1422, verjetno med letoma 1425 in 1428, verjetno delo člana Campinove delavnice. Zgodnejša različica, ki je zdaj hranjena v Bruslju (Musée des Beaux-Arts), je morda izvorna Campinova slika. Zunanji krili je  domnevno pozneje dodal član delavnice, verjetno na zahtevo donatorja, ki je poskušal osrednjo tablo povzdigniti v triptih in svojo podobo umestiti v okvir oltarja. V ozadju naj bi bil pogled na mesto Liège v današnji Belgiji.
Triptih je temeljno in pomembno delo v nastajajočem poznogotskem, staronizozemskem slogu in je bil opisan kot »mejnik med dvema obdobjema; naenkrat povzame srednjeveško tradicijo in postavi temelje za razvoj modernega slikarstva«.

## Datacija in pripis
Pripis newyorškega triptiha Campinu je bil dolgo predmet široke znanstvene razprave. Zdi se, da je bil dokončan istega leta kot Gentski oltar, leta 1432 - slikar je tako sodobnik Jana van Eycka. Danes je sprejeto, da pripada skupini slik, povezanih z mojstrom iz Flémalla, za katerega je danes večina raziskovalcev prepričana, da je istoveten z Robertom Campinom. Nekaj časa so ga pripisovali Campinovemu učencu Rogierju van der Weydnu , zaradi realizma, ki izrazito zaznamuje van der Weydnovo ustvarjanje. V Bruslju (Musée des Beaux-Arts) obstaja še ena različica table Oznanjenja, ki je nekoliko zgodnejša , vendar poškodovana - ta  bi lahko bila izvorna Campinova obdelava motiva.
Tehnični pregled lesenih tabel kaže, da je triptih dokončalo več rok. Les osrednje table je drugačen kot  krili, medtem ko tečaji nakazujejo, da osrednja tabla ni bila predvidena kot del triptiha. Osrednja tabla je verjetno kopija prejšnje Campinove kompozicije, medtem ko so bila krila verjetno kasnejše naročilo donatorja, da se je pritrdil na glavno tablo, in oblikoval majhen zasebni pobožnosti namenjen oltar. Deli tabel so bili predelani; tako sta bila ženska donatorica in bradati moški v ozadju levega krila kasneje doslikana, medtem ko je bilo okno za Devico prvotno pobarvano v zlato barvo.
Campbella ne prepriča povezava triptiha s skupino del mojstra iz Flemalla in s tem Roberta Campina. Oltar Mérode opisuje kot »nekoherentno oblikovanega«, saj mu manjka prava prostorska kontinuiteta, ki je sicer značilna za Campina in jo najdemo v Seilernovem triptihu. Tako se pogled na nebo skozi okna osrednje table ne ujema s pogledom na ulico na desnem stranskem krilu. Campbell poudarja neobvladovanje perspektive na tabli z donatorjema in ugotavlja, da več oblikovnih nerodnosti kot je linija ene od maltnih poti na vrtni steni, ki »izgine v donatorjeva usta«. Campbell opisuje krila kot slabši izdelek neke druge roke, medtem pa bruseljsko tablo z Oznanjenjem previdno pripisuje mojstru iz Flémalla.

## Opis
Triptih je razmeroma majhen, kar kaže na to, da je bil naročen za zasebno, domačo uporabo; osrednja tabla meri 64 × 63 cm, vsako krilo pa 65 × 27 cm. Table imajo zelo strmo perspektivo, v kateri gledalec gleda na figure s povišanega mesta. V drugih pogledih je perspektiva le skromno razvita; zdi se, da niti Marija niti Gabrijel ne počivata na trdnih tleh, medtem ko se zdi, da donator lebdi in da se komajda lahko prilega prostoru, v katerega je nameščen.
Table so v dobrem stanju, z malo preveč barve, sijaja, plasti umazanije ali izgub barve. Skoraj v celoti so v olju in vzpostavijo številne izume, ki naj bi tehniko naredili tako uspešno in prilagodljivo v naslednjih stoletjih. Spokojnost del je deloma dosežena s prevlado bledih, neprozornih belih, rdečih in modrih odtenkov. Velikost tabel in včasih majhna pozornost do detajlov sta podobni osredotočenosti sodobnih miniatur, kakršna sta videti v dveh iluminiranih rokopisih na osrednji tabli. 

### Oznanjenje
Tabla je ena najzgodnejših predstavitev Marijinega oznanjenja v sodobnem meščanskem ambientu severne Evrope, ki je videti kot jedilnica. To je glavna inovacija Campina, ki prikazuje Marijo, ki bere, z razvezanimi lasmi v že znanem okolju, podobo, ki vodi k številnim posvojitvam, najbolj znano Rogier van der Weydenove Magdalena bere. Barve v zgornjem delu osrednje table prevladujejo hladno siv omet in rjava lesena stena , spodnja polovica pa je večinoma toplejša in globlje rjavkasta zelena in rdeča. Umetnostni zgodovinarji domnevajo, da je uspeh table posledica kontrasta med toplimi rdečimi barvami Device in bledo modrimi odtenki ogrinjala nadangela Gabrijela.
Perspektiva tabel je nenavadno strma in neenakomerno razporejena. Zlasti kot stola je nelogičen. Umetnostna zgodovinarka Lorne Campbell opisuje ta izkrivljanja kot »moteča«.
Prikazuje trenutek pred tradicionalnim prizoriščem Oznanjenja, ko se Marija še vedno ne zaveda Gabrijelove navzočnosti. Je v rdeči obleki in ne bolj običajni modri in v sproščeni pozi, ki bere iz horarija, z razvezanimi lasmi. Nenavadno za srednjeveško upodobitev Oznanjenja golob Svetega Duha ni viden. Namesto tega ga predstavlja ugasnjena luč sveče in snop svetlobe, ki pade skozi okno na levo, ki nosi Kristusovo dete, ki drži križ. 
Kristusovo dete leti z levega okulusa navzdol proti Mariji, kar označuje njeno impregnacijo s strani Boga Očeta. Gleda naravnost vanjo in drži križ. Zložljiva miza vsebuje nedavno ugasnjeno svečo, in prikazuje sukajoč se dim in še vedno žareči steber. To je morda sklicevanje na Svetega Duha, ki se je po mnenju nekaterih pozno srednjeveških pisateljev spustil na apostole »kot puhanje vetra«.
Bela lilija v toskanski lončeni posodi na mizi predstavlja Marijino deviškost in čistost, prav tako bela oker brisača. Vrč vsebuje vrsto skrivnostnih črk v latinici in hebrejščini, ki jih nekateri umetnostni zgodovinarji dešifrirajo kot De Campyn, domnevno kot umetnikov podpis. Odprti rokopis je nameščen na torbici iz zelenega žameta. Nenavadno je, da je knjiga nameščena poleg Device namesto na polici. Strani so videti obrabljene, kar pomeni, da so bile dobro prebrane. Predlagano je, da knjiga odraža kartuzijansko Ludolfa Saksonskega predstavo o osamljenem življenju Device - da je prej živela s »Svetim pismom kot edinim spremljevalcem«.
Desna polovica zadnje stene ima tri okna, od katerih eno vsebuje rešetkasti zaslon. Grede stropa so podprte z nizom konzol. Nebo, vidno skozi okna, je poznejši dodatek, ki je bil naslikan nad prejšnjo zlato zemljo. Kasnejši dodatki so tudi grbi.

### Donator
Donator in njegova žena sta prikazana klečeča v molitvi, na levi tabli in skozi napol odprta vrata gledata v Marijin hortus conclusus. Vrata predstavljajo čudno nepretrganosti; čeprav se na levi tabli vidi, da se odpira v sobo Device, noben tak vhod na vratih ni viden. Umetnostna zgodovinarja Rose-Marie in Rainer Hagen domnevata, da si donator »domišlja, da je vstopila v njegovo hišo. Od zunaj je odprl vrata; s svojimi očmi opazi Mater božjo in jo prosi za družino«.
Spremljevalec, oblečen v praznično obleko, je poznejši umetnik, morda je bil dodan po poroki donatorja. Prostor na levi strani vsebuje odklenjen vhod, ki vodi v podroben ulični prizor. tabla je bolj presenetljiva, saj so vrata, ki vodijo v Devičino sobo, široko odprta, zelo domišljavo za naročilo sredi 15. stoletja in predlagajo dostop do nebeških vrat.
Donatorja se lahko prepozna kot meščana iz bližnjega Mechelena in sta dokumentirana v Tournaiju leta 1427, razpoznavna po grbu v vitraju na osrednji tabli.
Domneva se, da je bila ta tabla poznejše naročilo Campinove delavnice, ne pa del prvotne zasnove posamezne table. Obstajajo ugibanja, da jo je dokončal mladi Rogier van der Weyden.
Oltarni nastavek je naročil poslovnež Jan Engelbrecht ali trgovec iz Kölna Peter Engelbrecht in njegova žena Margarete Scrynmaker. Engelbrecht se iz nemščine prevaja kot 'angel prinaša', medtem ko Scrynmaker pomeni 'izdelovalec omar', kar morda vpliva na izbiro Jožefa na desnem robu.

### Jožef
Sveti Jožef, mizar, zaseda desno tablo. Prikazan je pri delu, vrta luknje v enem izmed instrumentov Pasjona. Nenavadna značilnost je, da čeprav se Marija in Jožef nista poročila po Oznanjenju, očitno živita skupaj in si delita isti prostor. Jožef je prikazan z orodji svoje obrti, vidni pripomočki vključujejo sekiro, žago, palico in pručko, ko sedi pred ognjem gorečih drv. Jožefova navzočnost je morda namenjena iz Izaijeve knjige (Iz 10,15): »Ali se bo sekira hvalila s tistim, ki je tam živel? Ali se bo žaga povečala proti njemu, ki se je tresel? Kot bi se palica morala sama tresti? proti tistim, ki ji dvigajo, ali kot da bi se osebje dvignilo, kot da ne bi bil les«. Izaijeve besede so bile mišljene kot spodbudne in revolucionarne, sledil je traktat za odrešenje Izraela in protest proti asirskemu kralju je menil, da je bojevit in hraber. Glede na to umetnostni zgodovinarji Jožefa doživljajo kot pomirjujočo prisotnost, ki varuje hudiča z osrednje table.
Jožef je predstavljen kot razmeroma star moški, ki nosi plašč barve jajčevcev in moder turban, na tabli, oblečeni v temne in tople barve, uokvirjene s sencami dvignjenih okenskih rolet. Mišja past, verjetno simbol križa pri Križanju  je v tem, da predstavlja zamišljeno, a dobesedno zajetje Hudiča, za katerega pravijo, da je človeka odkupil zaradi Adamovega greha. V nekaterih spisih je Kristusovo golo telo služilo kot vaba hudiču; »Veselil se je Kristusove smrti, podobno kot sodni izvršitelj smrti. Kar se je veselil, je bilo potem njegova lastna razveljavitev. Gospodov križ je bil hudičev mišji pas; vaba, s katero so ga ujeli, je bila Gospodova smrt«.
V ozadju je mestna pokrajina, verjetno izmišljena, ki prikazuje konice dveh cerkva, od katerih je ena zdaj izgubljena, cerkve St. Pierre (levo) in Sainte Croix (desno) v Liegeu. 

## Ikonografija
Ikonografija vsebuje zapleteno religiozno simboliko, čeprav se o njihovem obsegu in natančni naravi razpravlja - Meyer Schapiro je pobudnik preučevanja simbolike mišje pasti, Erwin Panofsky pa je pozneje razširil ali morda preveč razširil analizo simbolov, da bi zajel številne podrobnosti o pohištvu in okovju. Podobne razprave obstajajo za številne staronizozemske slike in številne podrobnosti, ki so jih prvič videli tukaj, se znova pojavljajo v poznejših Oznanjenjih drugih umetnikov.
Simbolični elementi na osrednji tabli se večinoma nanašajo na Oznanjenje, mašo in zakrament evharistije. Marija sedi na tleh, da pokaže svojo ponižnost. Zvitek in knjiga pred Marijo simbolizirata Staro in Novo zavezo ter vloge, ki sta jih imela Marija in Kristus otrok pri izpolnjevanju prerokbe. Lilije v lončeni vazi na mizi predstavljajo Marijino devištvo. Drugi simboli njene čistosti vključujejo zaprt vrt (Hortus conclusus) in belo brisačo, medtem ko majhna okna na desni in napol zaprta okna na zadnjem delu služijo za poudarjanje tihega, deviškega življenja, ki ga je živela. 
Levji figuri na klopi imata lahko simbolično vlogo (ki se nanaša na sedež modrosti ali Salomonov prestol) - ta značilnost je pogosto vidna na drugih slikah, verskih ali posvetnih (kot je Arnolfinijev portret Jana van Eycka). Prikaz pranja na zadnji strani sobe, ki se zdi nenavadno za domačo notranjost, se lahko nanaša na podobno ureditev niše, kjer si bo uradni duhovnik umil roke med mašo. Šestnajst strani mize lahko nakazuje na šestnajst glavnih hebrejskih prerokov; miza je po navadi videti kot oltar, nadangel Gabrijel pa nosi diakonske obleke. Posoda lahko predstavlja čisto Devico in čiščenje krščanskega dejanja krsta.
Na desni tabli je sveti Jožef, mizar, postavil mišjo past, ki simbolizira Kristusovo ujetost in poraz hudiča, metaforo, ki jo je sv. Avguštin trikrat uporabil: »Gospodov križ je bil hudičeva mišja past; vaba s katero ga je ujel, je bila Gospodova smrt«. Russell je ikonografijo desne table podrobno preučil. Pokaže, da je predmet, ki ga dela Jožef, prepreka, špičasti blok, ki reže noge kazenske žrtve, ki hodi z njim, visi z vrvice okoli pasu. Jožefovi mizarski instrumenti so razstavljeni na nenavaden način, kar kaže na to, da so bili tako načrtovani, da ustrezajo točno določenemu programu; na primer so mizarski instrumenti na mizi postavljeni tako, da predstavljajo tri Kristusove križe in dva tatova

## Poreklo
Zgodnja zgodovina triptiha je nejasna. Triptih je bil od 1820 do 1849, preden je dosegel umetniški trg, v lasti plemiških belgijskih družin Arenberg in Mérode, v zbirki muzeja Met Cloisters v New Yorku pa je bil od leta 1956. Do njegove pridobitve je bil več let v zasebni zbirki in tako nedostopen tako za učenjake kot za javnost. Njegov nakup je financiral John D. Rockefeller mlajši in je bil takrat opisan kot »pomemben dogodek za zgodovino zbiranja v ZDA«.